# Columbio
Columbio est une municipalité des Philippines située complètement à l'est de la province de Sultan Kudarat. En 2015, elle comptait 33 258 habitants.

## Géographie
Columbio est enclavée entre la province de Maguindanao au nord-ouest, celle de Cotabato au nord, celle de Davao du Sud à l'est et celle de Cotabato du Sud au sud.

## Histoire
Jusqu'en 1973, la municipalité faisait partie de la province de Cotabato.

## Subdivisions
Columbio est divisée en 16 barangays :
- Bantangan (Lasak)
- Datablao
- Eday
- Elbebe
- Lasak
- Libertad
- Lomoyon
- Makat (Sumali Pas)
- Maligaya
- Mayo
- Natividad
- Poblacion
- Polomolok
- Sinapulan
- Sucob
- Telafas